# Тетяна Трощинська
Тетя́на Володи́мирівна Фе́дорів (більш відома як Тетя́на Трощи́нська; нар. {\displaystyle \approx 1974}) — українська журналістка та медіаменеджерка. Директорка департаменту стратегічного аналізу та розвитку соціально впливового контенту «Суспільного Мовлення» (із 2024 року), радіоведуча. Головна редакторка «Громадського радіо» (2018—2024). Лауреатка Премії імені Георгія Ґонґадзе у 2024 році.

## Біографія
Народилася в сім'ї науковців-істориків. У 1995 році закінчила Інститут журналістики Київського національного університету імені Тараса Шевченка.
Із початку навчання в університеті почала працювати в журналістиці. Починаючи з 1992 року чотири роки працювала на «Українському радіо», після цього почала кар'єру на телебаченні. Працювала у телекомпанії «ММЦ-Інтерньюз». Згодом перейшла до телеканалу «1+1», де провела сім років: спочатку регіональною редакторкою, потім заступницею головного редактора новинної програми «ТСН».
З 2010 до 2014 року не працювала у журналістиці. Займалася освітньою та тренерською діяльністю. У 2013 році захистила докторську дисертацію в галузі державного управління на тему управління репутацією органів державної влади. Була викладачкою Національної академії державного управління при Президентові України та Києво-Могилянської бізнес-школи. Працювала тренеркою з комунікації, медіації та переговорних навичок.
Повернулася до журналістики під час Революції гідності. Із 2014 року працювала на «Громадському радіо» як радіоведуча та редакторка. З 2018 до 2024 року була головною редакторкою «Громадського радіо» та заступницею голови правління громадської організації. Також вела програми на суспільному «Радіо Культура».
У квітні 2024 року очолила новостворений департамент стратегічного аналізу та розвитку соціально впливового контенту «Суспільного Мовлення». Водночас продовжує бути ведучою програм «Громадського радіо» та «Радіо Культура». Є продюсеркою суспільно-політичного ток-шоу «Новий відлік», яке виходить на Першому каналі «Суспільного» та на «Українському радіо».
У 2022 році Тетяна Трощинська стала однією з трьох фіналістів Премії імені Георгія Ґонґадзе, а у 2024 стала лауреаткою премії.
Син, Тарас Федорів, помер у 2023 році у віці 17 років.